# Insurrection de la Lucanie
L'insurrection de la Lucanie est le nom d'une série d'épisodes du Risorgimento qui eurent lieu dans la Basilicate au mois d'août 1860.
Ce fut la première province continentale du royaume des Deux-Siciles, à déclarer déchu le roi François II des Deux-Siciles et à proclamer son annexion au royaume d'Italie.

## Sources
- (it) Cet article est partiellement ou en totalité issu de l’article de Wikipédia en italien intitulé « Insurrezione lucana » (voir la liste des auteurs).